# سويندون الجنوبية (دائرة انتخابية في المملكة المتحدة)
سويندون الجنوبية (بالإنجليزية: South Swindon)‏ هي إحدى الدوائر الانتخابية في المملكة المتحدة الممثلة في مجلس العموم في برلمان المملكة المتحدة.
عضو البرلمان الذي يمثلها حالياً هو :Anne Snelgrove (Lab).